# Haberklinge
Die Haberklinge ist ein Bachtal im Bereich der Stadtgrenze von Neuenstein im Südosten zu Öhringen im Nordwesten. Der es durchfließende, etwa 11⁄3 km lange Bach mündet zuletzt in der Eckartsweiler Stadtteilgemarkung von Öhringen kurz vor diesem Dorf von rechts in den unteren Epbach.

## Geographie

### Verlauf
Die Haberklinge ist keine der landschaftstypischen, scharf eingeschnittenen Klingen, sondern eine weite Talmulde zwischen vergleichsweise niedrigen Hügelzügen. Sie setzt nordwestlich des Siedlungsrandes von Neuenstein ein. Der nicht dauerhaft wasserführende, anfangs grabenartige Wasserlauf darin beginnt dann tiefer nahe der Erschließungsstraße von Neuenstein zum dazugehörigen Klumpenhof auf etwa 285 m ü. NHN.
Anfangs zwischen Feldern und mit völlig kahlen Ufern zieht der Graben wenig gebogen westsüdwestwärts bis zur Bahnstrecke Crailsheim–Heilbronn. Jenseits des heckengesäumten Bahndamms begleitet dann ein immer wieder unterbrochenes Feldgehölz aus Eschen, Weiden und Erlen den sich nur leicht windenden und allenfalls einen Meter breiten Bach. Nach rund einem Kilometer liegen zwei Teiche von zusammen 0,1 ha am rechten Ufer, dort ist das Begleitgehölz zu diesen hin etwas verbreitert.
Nach einem kurzen Abschnitt mit schmälerem Begleitgehölz am Lauf unterquert der Bach einen Feldweg in der Aue des Epbachs und fließt dann gegenüber einem kleinen Talwäldchen auf 240,9 m ü. NHN von rechts dem unteren Epbach zu, etwa 300 Meter östlich-oberhalb von dessen Eintritt ins kleine Öhringer Dorf Eckartsweiler.
Der Bach in der Haberklinge mündet nach 1,3 km langem Lauf mit mittlerem Sohlgefälle von etwa 34 ‰ rund 44 Höhenmeter unterhalb seines Grabenanfangs an der Straße zum Klumpenhof.

### Einzugsgebiet
Das Einzugsgebiet der Haberklinge ist etwa 0,8 km² groß und es gehört naturräumlich zur Öhringer Ebene im Unterraum Westliche Hohenloher Ebene der Hohenloher und Haller Ebene. Am höchsten ist es mit um 312 m ü. NHN an der nordöstlichen Wasserscheide. Es besteht fast vollständig aus Ackerland, ausgenommen nur kleine Zwickel an der Bebauung des Nordwestrandes von Neuenstein und wenige Spalierobstzeilen, die am rechten Hang dem Wasserlauf folgen.
Gebietsanteile haben nur die Kleinstadt Neuenstein im oberen, nordöstlichen Einzugsgebiet und linksseits von Ober- und Mittellauf sowie die Stadt Öhringen rechtsseits von Ober- und Mittellauf und beidseits des Unterlaufs.
Das Gebiet jenseits der nördlichen und nordwestlichen Wasserscheide entwässert über den Reistenbach und dann den Weinsbach wenig abwärts der Haberklinge in den Epbach. Im Osten erreicht der Abfluss zur anderen Seite über den Bernbach im zentralen Neuenstein oberhalb den Epbach, im Südosten an der unteren Siedlungsgrenze der Kleinstadt über einen kleineren Bach und im Süden gibt es nur ein kurzes temporäres Gerinne zum Epbach unmittelbar vor der Haberklinge.

### Zuflüsse und Seen
Der Haberklinge fließen keine Nebenbäche zu. Rechtsseits des Unterlaufs liegen auf etwa 253 m ü. NHN zwei Teiche von zusammen 0,1 ha am rechten Ufer.

## Geologie
Im Einzugsgebiet steht im Untergrund überall der Lettenkeuper (Erfurt-Formation) an, der oberhalb des Bach-Ursprungs und auf den Hügeln an beiden Talseiten mit Lösssediment aus dem Quartär überlagert ist. In dem sich als teils breites Band um den Lauf erstreckenden und schon vor dem Ursprung einsetzenden Lettenkeuper ist dann am Unterlauf schmal holozänes Schwemmland eingelagert. Der in Ablagerungsfolge unter dem Lettenkeuper liegende Obere Muschelkalk taucht erst etwas abwärts der Haberklingen-Zumündung an den unteren Talflanken des aufnehmenden Epbachs auf.

### LUBW
Amtliche Online-Gewässerkarte mit passendem Ausschnitt und den hier benutzten Layern: Bachlauf durch die Haberklinge und deren Einzugsgebie

Allgemeiner Einstieg ohne Voreinstellungen und Layer: Daten- und Kartendienst der Landesanstalt für Umwelt Baden-Württemberg (LUBW) (Hinweise)
1. 1 2 3  Höhe nach dem Höhenlinienbild auf dem Hintergrundlayer Topographische Karte.
2. ↑  Höhe nach grauer Beschriftung auf dem Hintergrundlayer Topographische Karte.
3. ↑  Länge nach dem Layer Gewässernetz (AWGN).
4. ↑  Einzugsgebiet abgemessen auf dem Hintergrundlayer Topographische Karte.
5. ↑  Natur teilweise nach dem Layer Geschützte Biotope.
6. ↑  Seefläche nach dem Layer Stehende Gewässer.

### Andere Belege
1. ↑  Wolf-Dieter Sick: Geographische Landesaufnahme: Die naturräumlichen Einheiten auf Blatt 162 Rothenburg o. d. Tauber. Bundesanstalt für Landeskunde, Bad Godesberg 1962. → Online-Karte (PDF; 4,7 MB)
2. ↑  Geologie nach den Layern zu Geologische Karte 1:50.000 auf: Mapserver des Landesamtes für Geologie, Rohstoffe und Bergbau (LGRB) (Hinweise)